# Stefano Pasetto
Stefano Pasetto (Roma, 2 maggio 1970) è un regista, sceneggiatore e montatore italiano.

## Biografia
Nel 1996 si laurea in Lettere moderne. Nel 1999 si diploma al Centro sperimentale di cinematografia. Si dedica all'attività di montatore e poi a quella di regista per corti e documentari. 
Dal 2000 al 2004 realizza diversi documentari (Sorelle, Acque antiche, Il treno natura, In mancanza d'ali, Prove di volo).
Nel 2004 dirige Tartarughe sul dorso, suo film d'esordio che gli vale le nomination al David di Donatello per il miglior regista esordiente e al Nastro d'argento al miglior regista esordiente.
Nel 2009 realizza Il richiamo, con Sandra Ceccarelli e Francesca Inaudi (uscito nel 2012).

## Filmografia
- Tartarughe sul dorso (2006)
- Il richiamo (2009)
- Il tipografo - documentario (2022)